# سامپو (یخ‌شکن ۱۸۹۸)
سامپو (یخ‌شکن ۱۸۹۸) (به انگلیسی: Sampo (1898 icebreaker)) یک کشتی بود که طول آن ۶۱٫۴۰ متر (۲۰۱٫۴۴ فوت) بود. این کشتی در سال ۱۸۹۸ ساخته شد.